# Ніколя Беш
Ніколя Беш (фр. Nicolas Besch; 25 жовтня 1984, м. Гавр, Франція) — французький хокеїст польського походження, захисник. Виступає за «Юкуріт» (Міккелі) у Местіс.
Вихованець хокейної школи ХК «Руан». Виступав за «Руан», «Гавр», «Лександ», «Нюкчепінг», «Спорт» (Вааса), «Юкуріт» (Міккелі), «Гренобль», «Боксер де Бордо».
У складі національної збірної Франції учасник чемпіонатів світу 2005 (дивізіон I), 2006 (дивізіон I), 2007 (дивізіон I), 2008, 2010, 2011 і 2012. У складі молодіжної збірної Франції учасник чемпіонату світу 2004 (дивізіон I). У складі юніорської збірної Франції учасник чемпіонату світу 2002 (дивізіон II).
Досягнення
- Чемпіон Франції (2003, 2006)
- Володар Кубка Франції (2002, 2004, 2005).